# Максимовка (Синельниковский район)
Максимовка (укр. Максимівка, до 2016 г. — Октябрьское) — село,
Майский сельский совет,
Синельниковский район,
Днепропетровская область,
Украина.
До 2016 года село носило название Октябрьское .
Код КОАТУУ — 1224883509. Население по переписи 2001 года составляло 246 человек.

## Географическое положение
Село Максимовка находится на правом берегу пересыхающей реки Березнеговатая, выше по течению на расстоянии в 4,1 км расположено село Майское,
ниже по течению на расстоянии в 3,0 км расположено село Лиманское (Павлоградский район). В Максимовке расположен ставок Березнеговатый (правый приток реки Березнеговатая). Рядом проходит автомобильная дорога Т-0426.